# Новорепівка
Новоре́півка — село в Україні, у Новотроїцькій селищній громаді Генічеського району Херсонської області. Населення становить 368 осіб.

## Географія
Село розташоване на відстані 65 км від адміністративного центру громади. Площа: 23,482 км².

## Історія
Село засноване у 1809 році кріпосними князя Волконського з Саратовської та Нижньоновгородської губерній. Від прізвища Волконського село отримало назву Волоконівка (в народі називали Волохонівка). У 1917 році населений пункт був перейменований у Новорепівку.
На початку ХХ століття Новорепівка входила до складу Громівської волості.
До 1923 року село входило до Дніпропетровського повіту Таврійської губернії, потім — Мелітопольський округ.
У 1928 році в селі створено товариство спільного обробітку землі. Через рік почав діяти колгосп «Луч» (пізніше перейменований у «Новый мир»).
У 1929 році була створена Новорепівська сільська рада.
14 вересня 1941 року село було окуповане німецькими військами. Звільнили населений пункт 29 жовтня 1943 року.
На початку 50-х років відбулося укрупнення колгоспів. До Новорепівського колгоспу «Новый мир» приєднали колгосп «Червоний робітник» (с. Новоукраїнка) та колгосп імені Куйбишева (с. Сисоївка). Новий об'єднаний колгосп отримав назву імені Шевченка.
У 1959 році колгосп села Новорепівка був приєднаний до Володимиро-Іллінки. Того ж року була ліквідована і Новорепівська сільська рада. У 1984 році Новорепівка виокремилася в самостійний колгосп «40 років Перемоги», куди ввійшли села Новорепівка та Новоукраїнка.
12 червня 2020 року, відповідно до розпорядження Кабінету Міністрів України № 713-р «Про визначення адміністративних центрів та затвердження територій територіальних громад Запорізької області», увійшло до складу Новотроїцької селищної громади.
17 липня 2020 року, в результаті адміністративно-територіальної реформи та ліквідації  Новотроїцького району, увійшло до складу Генічеського району.
В селі функціонують: загальноосвітня школа, фельдшерський пункт.
24 лютого 2022 року село тимчасово окуповане російськими військами під час російсько-української війни.

## Постаті
- Шаригін Артем Віталійович (1993—2014) — молодший сержант міліції України, учасник російсько-української війни.